# Estanislao del Campo (Formosa)
Estanislao del Campo é um município da Argentina, localizada na província de Formosa